# Happy Happy
HAPPY HAPPY – czwarty japoński singel południowokoreańskiego zespołu Twice, wydany w Japonii 17 lipca 2019 roku przez Warner Music Japan. Został wydany w czterech edycjach: regularnej CD, dwóch limitowanych oraz „ONCE JAPAN”. Osiągnął 2 pozycję w rankingu Oricon i pozostał na liście przez 27 tygodni. Singel zdobył status platynowej płyty.

## Lista utworów
| CD | CD                                          | CD               | CD | CD                                     | CD      |
| Nr | Tytuł utworu                                | Tekst            | Kompozycja | Aranżacja                              | Długość |
| -- | ------------------------------------------- | ---------------- | --- | -------------------------------------- | ------- |
| 1. | „HAPPY HAPPY”                               | Yū Shimoji       | Lee Woo-min "collapsedone", Val Del Prete, Eric Sanicola                                                                                                   | Lee Woo-min "collapsedone"             | 3:26    |
| 2. | „The Best Thing I Ever Did” (Japanese ver.) | Natsumi Watanabe | J.Y. Park "The Asiansoul", Park Ji-min, Jinri (Full8loom), Glory Face (영광의얼굴들) (Full8loom), Sophia Pae, Lee Woo-min "collapsedone", Justin Reinstein | J.Y. Park "The Asiansoul", Lee Hae-sol | 3:32    |
| 3. | „HAPPY HAPPY” (collapsedone Remix)          | Yū Shimoji       | Lee Woo-min "collapsedone", Val Del Prete, Eric Sanicola                                                                                                   | Lee Woo-min "collapsedone"             | 3:32    |
| 4. | „HAPPY HAPPY” (Instrumental)                |                  | Lee Woo-min "collapsedone", Val Del Prete, Eric Sanicola                                                                                                   | Lee Woo-min "collapsedone"             | 3:27    |

| DVD (wer. limitowana A) | DVD (wer. limitowana A)                  | DVD (wer. limitowana A) |
| Nr                      | Tytuł utworu                             | Długość                 |
| ----------------------- | ---------------------------------------- | ----------------------- |
| 1.                      | „HAPPY HAPPY” (Music Video)              |                         |
| 2.                      | „HAPPY HAPPY” (Music Video Making Movie) |                         |

| DVD (wer. limitowana B) | DVD (wer. limitowana B)                   | DVD (wer. limitowana B) |
| Nr                      | Tytuł utworu                              | Długość                 |
| ----------------------- | ----------------------------------------- | ----------------------- |
| 1.                      | „HAPPY HAPPY” (Music video Lip sync ver.) |                         |
| 2.                      | „Jacket Shooting Making Movie”            |                         |

## Notowania
| Lista                             | Pozycja |
| --------------------------------- | ------- |
| Oricon Weekly Singles Chart       | 2       |
| Oricon Yearly Singles Chart       | 19      |
| Billboard Japan Hot 100           | 2       |
| Billboard Japan Top Singles Sales | 2       |

## Sprzedaż
| Dane wg         | Sprzedaż |
| --------------- | -------- |
| Oricon          | 315 872+ |
| Billboard Japan | 372 339+ |